# Slika Doriana Graya (1915.)
Slika Doriana Graya (rus. Портрет Дориана Грея) ruski je film redatelja Vsevoloda Mejerholda.

## Radnja
Ovaj film adaptacija je istoimena romana Oscara Wildea.

## Uloge
- Vsevolod Mejerhold
- Varvara Janova
- Aleksandr Volkov
- Genrih Enriton
- P. Belova

## Vanjske poveznice
- Slika Doriana Graya na Kino Poisk